# Vereinigte Huttwil-Bahnen
De Vereinigte Huttwil-Bahnen (afgekort: VHB) is een voormalige spoorwegonderneming in Zwitserland die zijn hoofdkantoor had in Huttwil gelegen in het kanton Bern. De VHB fuseerde in 1997 met de Emmental-Burgdorf-Thun-Bahn (EBT) en de Solothurn-Münster-Bahn (SMB) tot Regionalverkehr Mittelland (RM). Op zijn beurt fuseerde in 2006 de Regionalverkehr Mittelland (RM) met de BLS Lötschbergbahn om verder te gaan onder de naam BLS AG.

## Geschiedenis
De onderneming Vereinigte Huttwil-Bahnen (VHB) ontstond op 1 januari 1944 door een fusie van de Langenthal-Huttwil-Bahn (LHB), de Huttwil-Wolhusen-Bahn (HWB) en de Ramsei-Sumiswald-Huttwil-Bahn (RSHB).

## Stilleggingen
Niet alle trajecten van de VHB konden behouden blijven, dit lag vooral in de geografische omstandigheden en de relatief dunbevolkte regio. Het meest daaronder leed het traject Huttwil-Eriswil-Bahn (HEB) een zijlijn van Huttwil die op 1 januari 1927 van de Langenthal-Huttwil-Bahn (LHB) overgenomen was. Het traject werd als laatste lijn in 1946 geëlektrificeerd doch dit werd terug gedraaid. Bij de dienstregeling wisseling in 1975 werd het personenvervoer door bussen overgenomen. Ook het goederenvervoer bleef onder de maat, en werd het traject in 1979 opgebroken.
Een tweede traject van de VHB die gesloten werd was de lijn van Sumiswald-Grünen naar Wasen im Emmental. Bij de dienstregeling wisseling in 1994 werd het personenvervoer door bussen overgenomen.
Na de fusie tot de RM werd in 2004 het personenvervoer op het traject Affoltern-Weier-Huttwil niet op grond van aantal personen maar de rijtijden van de S-Bahn van Bern stilgelegd.
Verdere afbraak van het net staat niet meer ter discussie.

## Fusie
De bedrijfsvoering met de EBT en de SMB onder gemeenschappelijke leiding door de EBT werd op 1 januari 1997 omgezet in de oprichting van de Regionalverkehr Mittelland (RM). 

Op 27 juli 2006 fuseerde de Regionalverkehr Mittelland (RM) met de BLS Lötschbergbahn (BLS) om verder als BLS AG door te gaan.

## Trajecten
- Langenthal-Huttwil-Willisau-Wolhusen: 39.32 km
  - Langenthal-Huttwil (LHB), geopend op 1 november 1889
  - Huttwil-Wolhusen (HWB), geopend op 9 mei 1895
- Ramsei–Sumiswald-Grünen–Affoltern-Weier–Huttwil: 19.46 km (RSHB),
  - Ramsei - Huttwil, geopend op 1 juni 1908

Personenvervoer tussen Affoltern-Weier en Huttwil 2004 stilgelegd
- Sumiswald-Grünen–Wasen im Emmental: 5.23 km (RSHB)
  - Sumiswald-Grünen-Wasen im Emmental: geopend op 1 juni 1908

Personenveroer in 1994 stilgelegd
- Huttwil–Eriswil (HEB)
  - Huttwil-Eriswil, geopend op 1 september 1915

Personenvervoer op 31 mei 1975 stilgelegd en het traject werd in 1979 afgebroken